# James Sands
James Hoban Sands (ur. 6 lipca 2000 w Rye) – amerykański piłkarz występujący na pozycji defensywnego pomocnika lub środkowego obrońcy, reprezentant Stanów Zjednoczonych, od 2025 roku zawodnik niemieckiego FC St. Pauli.
Jego brat bliźniak Will Sands również jest piłkarzem.